# دوریس بودون
دوریس بودون (انگلیسی: Dorris Bowdon؛ ۲۷ دسامبر ۱۹۱۴ – ۹ اوت ۲۰۰۵) یک هنرپیشه اهل ایالات متحده آمریکا بود. 
از فیلم‌ها یا برنامه‌های تلویزیونی که وی در آن نقش داشته است می‌توان به خوشه‌های خشم، طبل‌ها با چرخش پا اشاره کرد.